# Donji Šarampov
Donji Šarampov je gradsko naselje grada Ivanić-Grada koji se nalazi u Zagrebačkoj županiji. 

## Zemljopis
Donji Šarampov se nalazi u jugoistočnom dijelu Ivanić-Grada, na području sjeverozapadne Moslavine na nizinskom terenu koji sa zapada omeđuje rijeka Lonja, a sa sjevera željeznička pruga Zagreb - Vinkovci, te s juga autocesta Zagreb - Lipovac. Naselje se razvilo dvjestotinjak metara od strogog centra Ivanić-Grada ulicom Stjepana Majdeka dužine tri kilometra te je razgranato s nekoliko sporednih cesta i ulica. Samo naselje se sastoji od nekoliko samozvanih dijelova kao što su: Kosnica, Cepetari, Jajčani…  

## Stanovništvo
Prema popisu iz 2001. godine ima 656 stanovnika.

| broj stanovnika | 534   | 524   | 537   | 574   | 578   | 589   | 581   | 588   | 534   | 545   | 568   | 553   | 419   | 600   | 656   |
|                 | 1857. | 1869. | 1880. | 1890. | 1900. | 1910. | 1921. | 1931. | 1948. | 1953. | 1961. | 1971. | 1981. | 1991. | 2001. |

## Povijest
Građenjem nove utvrde u sklopu sustava Vojne krajine na mjestu današnjega Ivanić-Grada polovicom 16. stoljeća uz kanal s jugoistočne strane ivanićke tvrđe nastalo je naselje Donji Šarampov koje je bilo prvi štit pred Turcima. 
Naselje je dobilo ime od mađarske riječi „sorompo“ što na hrvatskom jeziku znači jarak. Donji Šarampov pripada pod krajišku vojnu organizaciju, a crkveno župi Svetog Petra u Ivaniću gdje pripada i dan danas. Prvo stanovništvo su činili Hrvati predavci koji su izbjegli iz područja što su ga osvojili Turci, te Hrvati iz Posavine i Polonja. 
Ukidanjem Varaždinske krajine 8. lipnja 1871. Ivanić dolazi pod građansku vlast Hrvatske i dobiva status grada, a Donji Šarampov je vezan na općinu Kloštar Ivanić sve do pedesetih godina 20. st. kada ulazi u Općinu Ivanić-Grad, a devedesetih godina 20 st. novim ustrojem u Hrvatskoj, postaje gradsko naselje Grada Ivanić-Grada.

## Gospodarstvo
Na prostoru samog naselja Donji Šarampov nalaze se ležišta nafte i prirodnoga plina, a južno od željezničke pruge Zagreb - Vinkovci u osnivanju je poslovno-stambena zona. 

## Kultura
- DVD Donji Šarampov
- Društvo žena Donji Šarampov

## Vanjske poveznice
- Službene stranice Grada Ivanić-Grada